# Shivers (Ed Sheeran)
Shivers è un singolo del cantautore britannico Ed Sheeran, pubblicato il 10 settembre 2021 come terzo estratto dal settimo album in studio =.

## Video musicale
Il video musicale, diretto da Dave Meyers, è stato reso disponibile in concomitanza con l'uscita del brano.

## Tracce
Testi e musiche di Ed Sheeran, Johnny McDaid, Steve Mac e Kal Lavelle.
CD (Germania), download digitale, streaming
1. Shivers – 3:27

Download digitale, streaming – versione acustica
1. Shivers (Acoustic Version) – 3:26

Download digitale, streaming – Navos Remix
1. Shivers (Navos Remix) – 2:35

Download digitale, streaming – Ofenbach Remix
1. Shivers (Ofenbach Remix) – 3:07

Download digitale, streaming – Jax Jones Remix
1. Shivers (Jax Jones Remix) – 3:27

Download digitale, streaming – Heavy-K Remix
1. Shivers (Heavy-K Remix) – 5:40

Download digitale, streaming – Dillon Francis Remix
1. Shivers (Dillon Francis Remix) (Main Mix) – 2:07
2. Shivers (Dillon Francis Remix) (Club Mix) – 2:07

Download digitale, streaming – 2ª versione
1. Shivers (feat. Jessi & Sunmi) – 3:27

Download digitale, streaming – 3ª versione
1. Shivers (feat. Feduk & Slava Marlow) – 2:46

## Formazione
Hanno partecipato alle registrazioni, secondo le note di copertina:
Musicisti
- Ed Sheeran – voce, chitarra, pizzicato
- Fred – basso, batteria, chitarra, tastiera, programmazione
- Chris Laws – batteria, tastiera, programmazione
- Johnny McDaid – chitarra
- Joe Rubel – programmazione aggiuntiva

Produzione
- Ed Sheeran – produzione
- Steve Mac – produzione, produzione vocale
- Fred – produzione
- Graham Archer – produzione vocale, ingegneria del suono
- Dan Pursey – produzione vocale, ingegneria del suono, registrazione
- Mark "Spike" Stent – missaggio
- Matt Wolach – assistenza al missaggio
- Kieran Beardmore – assistenza al missaggio
- Charlie Holmes – assistenza al missaggio
- Chris Laws – ingegneria del suono, registrazione
- Joe Rubel – ingegneria del suono, registrazione
- Johnny McDaid – ingegneria del suono
- Stuart Hawkes – mastering

## Successo commerciale
Shivers ha spodestato il singolo apripista di =, Bad Habits, dalla vetta della Official Singles Chart britannica, debuttando con 59 181 unità di vendita, di cui 43 736 sono ricavate dallo streaming. È diventata l'undicesima numero uno del cantante in madrepatria. È risultata la 6ª canzone più consumata nel paese durante la prima metà del 2022.

## Classifiche

### Classifiche settimanali
| Classifica (2021-23) | Posizione massima |
| -------------------- | ----------------- |
| Argentina            | 62                |
| Australia            | 2                 |
| Austria              | 1                 |
| Belgio (Fiandre)     | 2                 |
| Belgio (Vallonia)    | 4                 |
| Bielorussia          | 134               |
| Bulgaria             | 1                 |
| Canada               | 2                 |
| Corea del Sud        | 113               |
| Croazia              | 2                 |
| Danimarca            | 2                 |
| El Salvador          | 9                 |
| Estonia              | 149               |
| Finlandia            | 2                 |
| Francia              | 10                |
| Germania             | 1                 |
| Grecia               | 9                 |
| India                | 15                |
| Irlanda              | 1                 |
| Islanda              | 3                 |
| Italia               | 12                |
| Kazakistan           | 53                |
| Libano               | 2                 |
| Lituania             | 7                 |
| Lussemburgo          | 4                 |
| Norvegia             | 3                 |
| Nuova Zelanda        | 3                 |
| Paesi Bassi          | 6                 |
| Polonia              | 3                 |
| Portogallo           | 11                |
| Regno Unito          | 1                 |
| Repubblica Ceca      | 5                 |
| Romania              | 6                 |
| Russia               | 97                |
| Singapore            | 2                 |
| Slovacchia           | 2                 |
| Spagna               | 37                |
| Stati Uniti          | 4                 |
| Sudafrica            | 13                |
| Svezia               | 1                 |
| Svizzera             | 1                 |
| Taiwan               | 16                |
| Ungheria             | 11                |
| Vietnam              | 57                |

### Classifiche di fine anno
| Classifica (2021) | Posizione |
| ----------------- | --------- |
| Australia         | 32        |
| Austria           | 27        |
| Belgio (Fiandre)  | 34        |
| Belgio (Vallonia) | 49        |
| Canada            | 49        |
| Croazia           | 87        |
| Danimarca         | 23        |
| Francia           | 108       |
| Germania          | 33        |
| Irlanda           | 22        |
| Islanda           | 73        |
| Norvegia          | 39        |
| Paesi Bassi       | 41        |
| Polonia           | 41        |
| Portogallo        | 132       |
| Regno Unito       | 15        |
| Svezia            | 30        |
| Svizzera          | 29        |
| Ungheria          | 43        |
| Classifica (2022) | Posizione |
| Australia         | 6         |
| Austria           | 5         |
| Belgio (Fiandre)  | 25        |
| Belgio (Vallonia) | 37        |
| Brasile           | 197       |
| Canada            | 4         |
| Danimarca         | 10        |
| Francia           | 35        |
| Germania          | 5         |
| Islanda           | 5         |
| Italia            | 85        |
| Lituania          | 26        |
| Norvegia          | 30        |
| Nuova Zelanda     | 7         |
| Paesi Bassi       | 32        |
| Regno Unito       | 5         |
| Stati Uniti       | 5         |
| Svezia            | 8         |
| Svizzera          | 4         |
| Ungheria          | 56        |
| Classifica (2023) | Posizione |
| Australia         | 24        |
| Danimarca         | 66        |
| Francia           | 169       |
| Germania          | 87        |
| Portogallo        | 172       |
| Svizzera          | 28        |
| Classifica (2023) | Posizione |
| Austria           | 58        |
| Bielorussia       | 196       |
| Regno Unito       | 38        |

## Date di pubblicazione
| Paese                 | Data              | Formato                                          | Nota          |
| --------------------- | ----------------- | ------------------------------------------------ | ------------- |
| Mondo                 | 10 settembre 2021 | CD, download digitale, streaming                 | [ 90 ] [ 91 ] |
| Regno Unito           | 10 settembre 2021 | Contemporary hit radio                           | [ 92 ]        |
| Svezia                | 10 settembre 2021 | Contemporary hit radio                           | [ 93 ]        |
| Regno Unito           | 11 settembre 2021 | Adult contemporary radio                         | [ 94 ]        |
| Stati Uniti d'America | 13 settembre 2021 | Adult contemporary radio                         | [ 95 ]        |
| Stati Uniti d'America | 14 settembre 2021 | Contemporary hit radio                           | [ 96 ]        |
| Italia                | 17 settembre 2021 | Contemporary hit radio                           | [ 97 ]        |
| Regno Unito           | 17 settembre 2021 | Adult contemporary radio                         | [ 98 ]        |
| Mondo                 | 1º ottobre 2021   | Download digitale, streaming (versione acustica) | [ 99 ]        |
| Mondo                 | 1º ottobre 2021   | Download digitale, streaming (Navos Remix)       | [ 100 ]       |
| Mondo                 | 8 ottobre 2021    | Download digitale, streaming (Ofenbach Remix)    | [ 101 ]       |